# Спортивна гімнастика на літніх Олімпійських іграх 2024 — кільця (чоловіки)
Змагання зі спортивної гімнастики на кільцях серед чоловіків на літніх Олімпійських іграх 2024 відбулися 4 серпня 2024 року на АккорГотелс Арена. 

## Передісторія
Це буде 26-та поява цієї дисципліни на Олімпійських іграх. Її проводили щоразу, коли були змагання в окремих вправах. Їх не було в 1900, 1908, 1912 і 1920 роках.

## Формат змагань
Гімнасти, що посіли перші 8 місць у цій вправі у кваліфікаційному раунді (але щонайбільше 2 від НОК) виходять до фіналу. У фіналі гімнаст знову має виконати вправу на кільцях, а оцінки кваліфікаційного раунду не враховуються.

## Результати

### Кваліфікація
| Rank | Гімнаст                    | Оц. скл. | Оц. вик. | Штр. | Загалом | Qual. |
| ---- | -------------------------- | -------- | -------- | ---- | ------- | ----- |
| 1    | Цзоу Цзиньюань (CHN)       | 6,4      | 8,900    |      | 15,300  | Q     |
| 2    | Лю Ян (CHN)                | 6,4      | 8,833    |      | 15,233  | Q     |
| 3    | Самір Аїт Саїд (FRA)       | 6,1      | 8,866    |      | 14,966  | Q     |
| 4    | Глен Куйл (BEL)            | 6,3      | 8,600    |      | 14,900  | Q     |
| 5    | Адем Азіл (TUR)            | 6,4      | 8,466    |      | 14,866  | Q     |
| 6    | Елефтеріос Петруніас (GRE) | 6,3      | 8,500    |      | 14,800  | Q     |
| 7    | Ваагн Давтян (ARM)         | 6,0      | 8,733    |      | 14,733  | Q     |
| 8    | Гаррі Гепворт (GBR)        | 6,1      | 8,600    |      | 14,700  | Q     |
| 9    | Чжан Бохен (CHN)           | 6,0      | 8,666    |      | 14,666  | -     |
| 10   | Ашер Хонг (USA)            | 6,0      | 8,633    |      | 14,633  | R3    |
| 10   | Ібрагім Чолак (TUR)        | 5,9      | 8,633    |      | 14,533  | R2    |
| 11   | Ватару Танігава (JPN)      | 6,0      | 8,466    |      | 14,466  | R3    |

### Фінал
| Rank | Гімнаст                    | Оц. скл. | Оц. вик. | Штр. | Загалом |
| ---- | -------------------------- | -------- | -------- | ---- | ------- |
| 1    | Лю Ян (CHN)                | 6,400    | 8,900    |      | 15,300  |
| 2    | Цзоу Цзиньюань (CHN)       | 6,400    | 8,833    |      | 15,233  |
| 3    | Елефтеріос Петруніас (GRE) | 6,300    | 8,800    |      | 15,100  |
| 4    | Самір Аїт Саїд (FRA)       | 6,100    | 8,900    |      | 15,000  |
| 5    | Адем Азіл (TUR)            | 6,400    | 8,566    |      | 14,966  |
| 6    | Ваагн Давтян (ARM)         | 6,000    | 8,866    |      | 14,866  |
| 7    | Гаррі Гепворт (GBR)        | 6,100    | 8,700    |      | 14,800  |
| 8    | Глен Куйл (BEL)            | 6,300    | 7,533    |      | 13,833  |